# Perrysburg (Nueva York)
Perrysburg es un pueblo ubicado en el condado de Cattaraugus en el estado estadounidense de Nueva York. En el año 2000 tenía una población de 1.771 habitantes y una densidad poblacional de 24 personas por km².

## Demografía
Según la Oficina del Censo en 2000 los ingresos medios por hogar en la localidad eran de $37,212, y los ingresos medios por familia eran $44,231. Los hombres tenían unos ingresos medios de $34,028 frente a los $23,828 para las mujeres. La renta per cápita para la localidad era de $17,453. Alrededor del 13.4% de la población estaban por debajo del umbral de pobreza.